# Unterstützungskommando 7

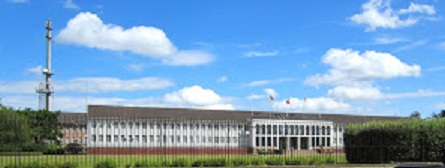
Der Stab des Unterstützungskommandos 7 war beim (Friedens-)Hauptquartier der Northern Army Group im JHQ Rheindahlen angesiedelt

Das Unterstützungskommando 7 war ein Unterstützungskommando des Heeres der Bundeswehr mit Sitz des Stabes in Mönchengladbach-Rheindahlen.
Der Großverband wurde 1988 ausgeplant und bereits 1992 aufgelöst. Das Unterstützungskommando unterstand dem Befehlshaber des Territorialkommandos Nord. Hauptaufgabe war die Unterstützung der US-amerikanischen Streitkräfte bei der Mobilmachung im Rahmen des Wartime Host Nation Support (WHNS).

## Auftrag
Hauptaufgabe des Unterstützungskommandos 7 war die Erfüllung der Pflichten aus dem WHNS-Vertrag zwischen der Bundesrepublik Deutschland und den Vereinigten Staaten im Kommandobereich des Territorialkommandos Nord. Konkret war die Unterstützung US-amerikanischen Heeres und ggf. weiterer (insbesondere kanadischer) aus Übersee herangeführter NATO-Reservenbei der Mobilmachung im Rahmen des Rapid Reinforcement Concept und bei der Aufrechterhaltung der Operationsfreiheit im Operationsgebiet der Northern Army Group Hauptziel des Unterstützungskommandos. Im Bereich der Northern Army Group war von amerikanischer Seite vor allem das III. US-amerikanische Korps als Reserve aus Übersee vorgesehen. Das Unterstützungskommando arbeitete zunächst mit dem 7th Theater Army Area Command (TAACOM) der US-amerikanischen Streitkräfte in Rheinberg, später mit dem später mit dem 21st Theater Army Area Command (TAACOM) in Kaiserslautern zusammen. Der „Schwesterverband“ war das Unterstützungskommando 3, das das einzige weitere Unterstützungskommando im Bereich der Northern Army Group war.
Das Unterstützungskommando 7 leistete Unterstützung beim Betrieb einer Vielzahl Depots in Westdeutschland und im unmittelbar angrenzenden Ausland, in denen alliiertes Wehrmaterial wie Fahrzeuge, Waffen und Munition bis zum Eintreffen der aus Übersee herangeführten Truppen eingelagert waren. Das unterstellte Sicherungsbataillon sicherte Depots und weitere wichtige für den Aufmarsch nötige Infrastruktur wie Marschwege, Fernmeldeeinrichtungen, Hafenanlagen usw. Kern des Unterstützungskommandos 7 waren Logistikverbände, die im Fall der Mobilmachung die herangeführten Truppen und das Wehrmaterial aus den Depots in die von deutscher Seite eingerichteten Mobilmachungsstützpunkte oder Verfügungsräume transportieren sollten und dort den Nachschub mit Munition, Betriebsstoffen und anderem Material zur Herstellung der Kampfbereitschaft sichern sollten. Bei Übungen wie REFORGER wurde regelmäßig die Verlegung nach Europa, die Zusammenarbeit zwischen deutschen und verbündeten Streitkräften und die schnelle Herstellung der Kampfbereitschaft in Deutschland geübt.
Das Unterstützungskommando 7 verfügte, wie die meisten Truppenteile des Territorialheers, im Frieden nur über wenige aktive Soldaten und Zivilisten. Erst im Verteidigungsfall wäre das Unterstützungskommando durch die Einberufung von Reservisten, der Mobilmachung von eingelagertem Wehrmaterial und die Einberufung von zivilen Fahrzeugen zu seiner vollen Sollstärke von ca. 4700 Soldaten aufgewachsen, die etwa der Personalstärke von einer Brigade entsprach. Das Unterstützungskommando war damit das  mit Abstand kleinste der sechs Unterstützungskommandos.

## Geschichte

### Aufstellung
Zum 1. Oktober 1988 wurde das Unterstützungskommando 7 als letztes der sechs Unterstützungskommandos zur Erfüllung der sich für Deutschland aus dem WHNS-Vertrag ergebenden Pflichten mit Stabssitz in Mönchengladbach-Rheindahlen ausgeplant. Das Unterstützungskommando 7 wurde dem Territorialkommando Nord unterstellt. Es war somit Teil des Territorialheeres.

### Auflösung
Durch die Entspannung der Sicherheitslage nach Ende des Kalten Krieges und Lockerung der NATO-Kommandostruktur in Europa wurde das Unterstützungskommando 7 bereits zum 30. September 1992 zur Umsetzung der Heeresstruktur V als erstes der sechs Unterstützungskommandos aufgelöst. Es war damit das am kürzesten bestehende Unterstützungskommando.
Nach Auslaufen des WHNS-Programms wird die Unterstützung der NATO- oder anderer befreundeter Streitkräfte heute im Wesentlichen im Rahmen des Host Nation Support (HNS) durch das Kommando Territoriale Aufgaben der Bundeswehr koordiniert.

## Gliederung
Das Unterstützungskommando 7 gliederte sich um 1989 in:
- Stab/Stabskompanie Unterstützungskommando 7 (GerEinh), Mönchengladbach
  -  Versorgungskompanie 4701 (GerEinh), Borken (geplant aber nicht errichtet: Reken)
  -  Sicherungsbataillon 471 (GerEinh), Xanten
  -  Nachschubbataillon (Munition) 471 (GerEinh), Köln
  -  Nachschubbataillon (Munition) 472 (GerEinh), Kevelaer
  -  Nachschubbataillon (Betriebsstoff) 473 (GerEinh), Borken
  -  Instandsetzungsbataillon 471 (GerEinh), Köln
  -  Feldersatzbataillon 471 (GerEinh), Köln

## Verbandsabzeichen

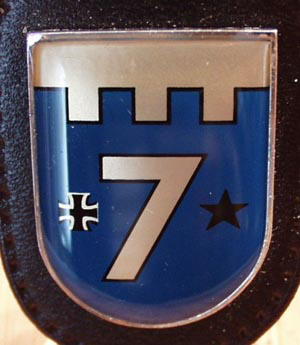
Internes Verbandsabzeichen des Stabes/Stabskompanie

Das Unterstützungskommando 7 führte aufgrund seiner Ausplanung als überwiegend nicht aktiver Truppenteil kein eigenes Verbandsabzeichen. Die wenigen aktiven Soldaten trugen daher das Verbandsabzeichen des übergeordneten Territorialkommandos.
Als „Abzeichen“ wurde daher unpräzise manchmal das interne Verbandsabzeichen des Stabes und der Stabskompanie „pars pro toto“ für den gesamten Großverband genutzt. Es zeigte im Wesentlichen vor einer blauen, gezinnten Mauer die Zahl 7, das Eiserne Kreuz als Hoheitszeichen der Bundeswehr sowie einen Stern als Symbol für die US-amerikanischen Streitkräfte, der der Flagge der Vereinigten Staaten entnommen ist (vgl. Militärische Flaggen, Siegel und Hoheitszeichen der Vereinigten Staaten). Als Hinweis auf den Stationierungsraum zeigte es außerdem einen Wechselzinnenbalken ähnlich wie im Hildener Wappen.